# Kronenberg-Palast Warschau

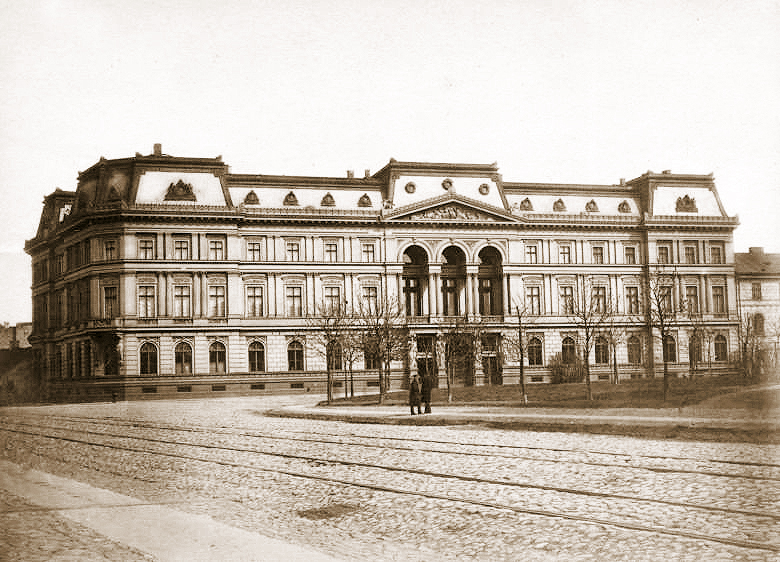
Kronenberg-Palast zum Ende des 19. Jahrhunderts

Der Kronenberg-Palast war eine Residenz des Warschauer Bankiers Leopold Stanisław Kronenberg. Er wurde Ende der 1860er Jahre nach einem Entwurf von Friedrich Hitzig errichtet und knapp 100 Jahre später abgerissen. Das Palais befand sich am damaligen Evangelischen Platz (heute Małachowski-Platz) gegenüber der evangelischen Dreifaltigkeitskirche.

## Geschichte
1867 kaufte der Warschauer Bankier Leopold Stanisław Kronenberg das Grundstück Nr. 1348 am damaligen Evangelischen Platz; im Folgejahr erwarb er einen Teil des benachbarten Grundstückes Nr. 1076 dazu. Kronenberg beauftragte den Berliner Architekten Friedrich Hitzig mit der Anfertigung eines Entwurfes. Die Bauarbeiten wurden von 1868 bis 1871 durchgeführt.
Am Anfang des 20. Jahrhunderts wurde ein Mietshaus nach dem Entwurf des Architekten Jan Fryderyk Heurich an die südliche Brandwand angebaut.
Das Gebäude wurde im September 1939 von einer Brandbombe getroffen und fiel den Flammen zum Opfer. Dank der soliden Qualität überstanden die Mauern den Krieg in einem guten Zustand. Der Wiederaufbau war so zwar möglich, aber die Ruinen wurden als Überbleibsel des Kapitalismus 1961/1962 abgebrochen.
Auf dem Grundstück wurde von 1974 bis 1976 das Victoria-Hotel errichtet.

## Architektur
Der Palast mit zwei Obergeschossen und einem hohen Mansarddach war mit seiner Hauptfassade dem Platz zugewandt. In der Mitte dieser Fassade befand sich eine Loggia mit drei Arkaden, gestützt auf zwei korinthische Säulenpaare und gekrönt von einem Dreiecksgiebel. Die Fassade war von dreiachsigen Risaliten flankiert.
In der Mitte des Gebäudes befand sich die Haupttreppe mit einer Glasdecke. Im ersten Obergeschoss waren die Wohnräume des Besitzers und Empfangsräume untergebracht, im zweiten Obergeschoss die Wohnungen der Söhne sowie Gästezimmer.
Im Untergeschoss befanden sich eine Warmluft-Heizanlage und eine Leuchtgasanlage. Im Hof wurden eine Wagenhalle, Dienstwohnungen und ein Stall errichtet.
Den Skulpturenschmuck der Fassaden erstellte der Warschauer Bildhauer Leonard Marconi: die Giebelfiguren und vier Karyatiden unterhalb der Loggia.

## Galerie

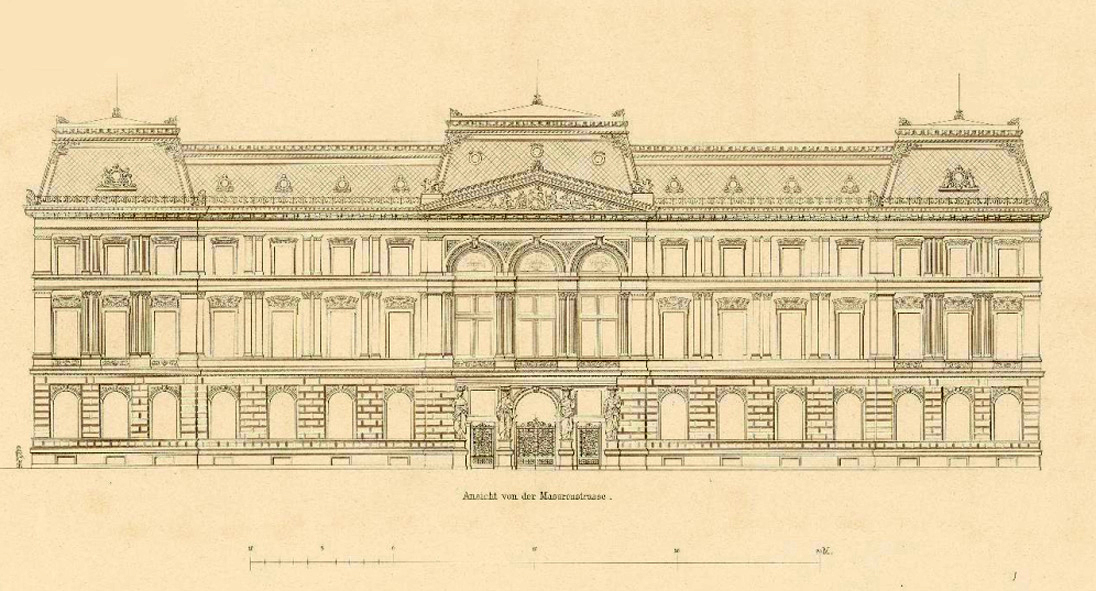
Hauptfassade
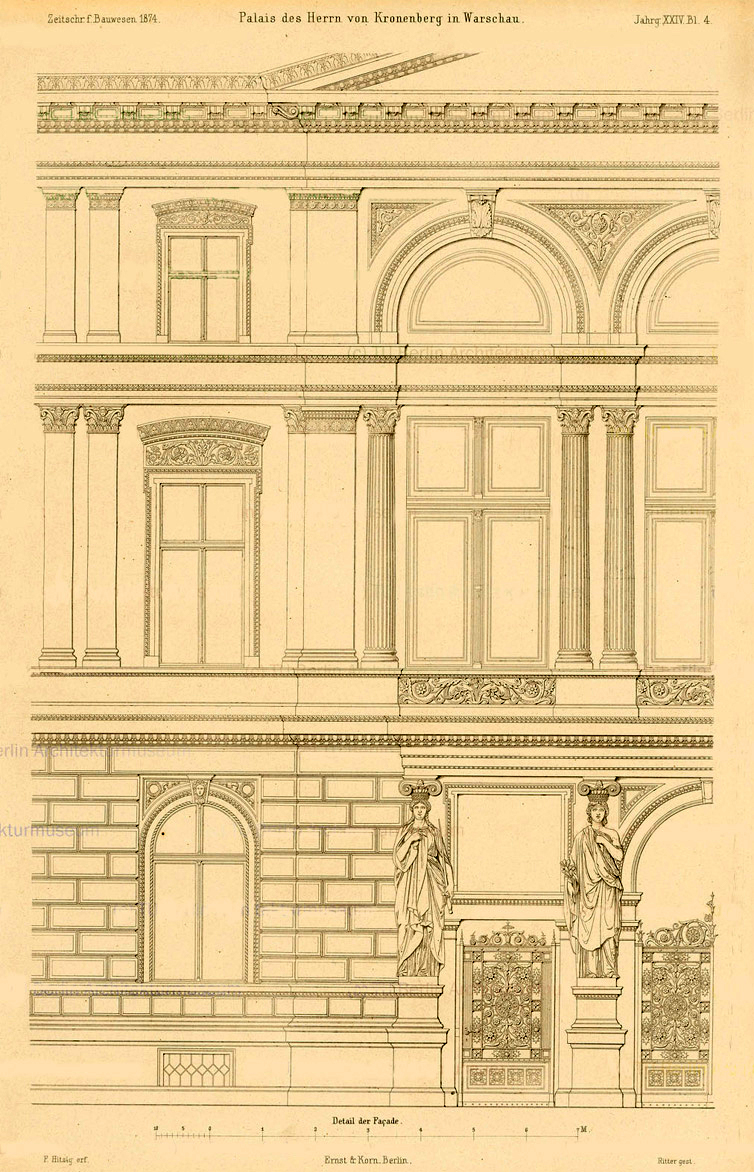
Fassadendetail
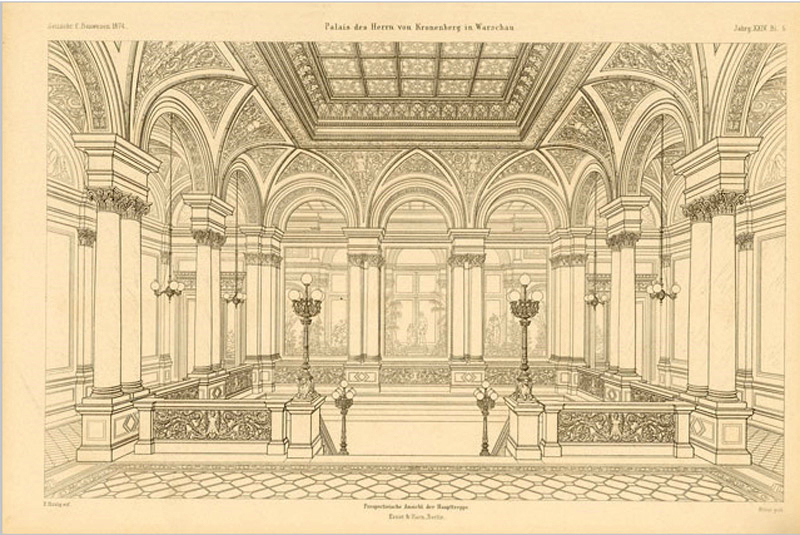
Treppenhaus
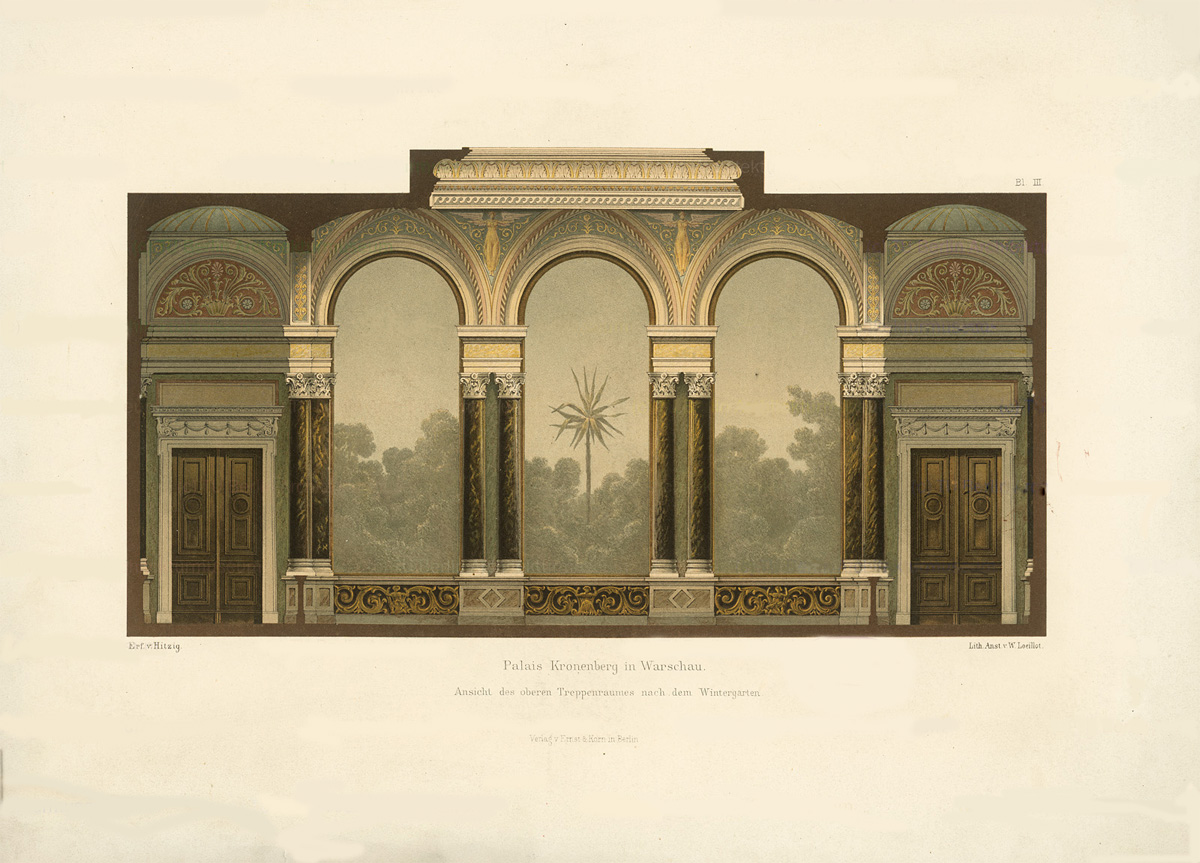
Obere Etage des Treppenhauses
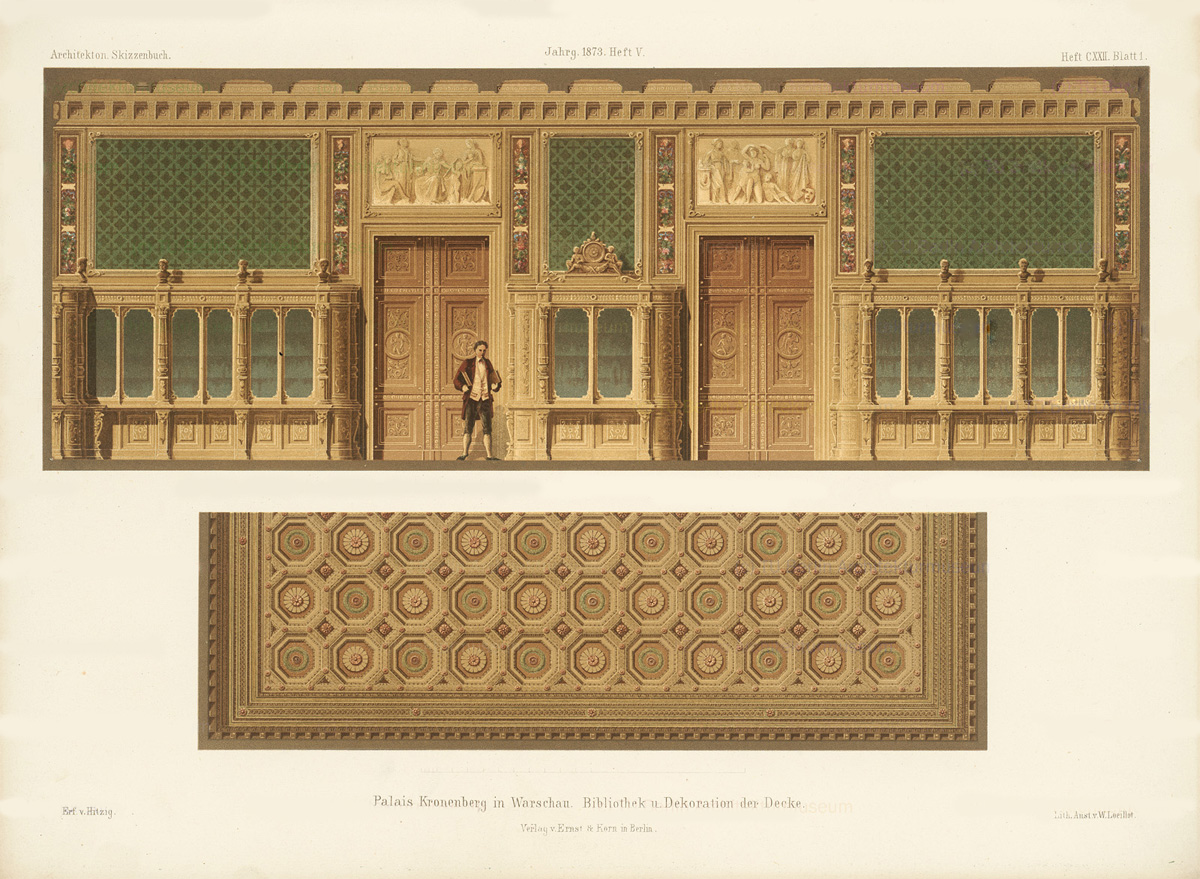
Bibliothek und Deckendekor
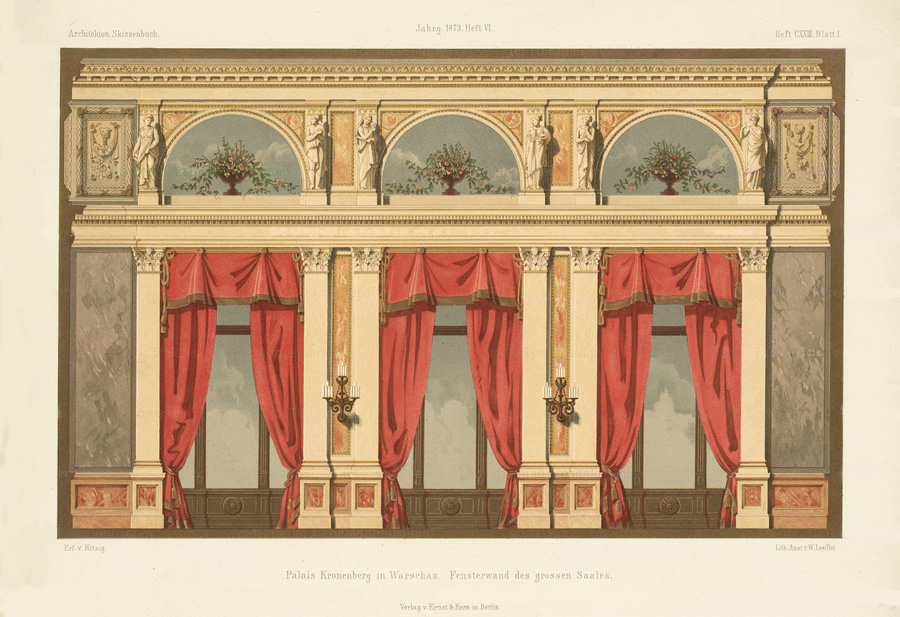
Wand mit Fenstern